# Odolena Voda (zámek)
Zámek Odolena Voda se nachází ve městě Odolena Voda v okrese Praha-východ. Vznikl přestavěním z renesanční tvrze.

## Stavební vývoj

### Vznik tvrze
Vodolská tvrz pochází z doby kolem poloviny 16. století. V době předcházející je pravděpodobné, že zde existovalo sídlo nájemců nápravy, ale pražská kapitula u svatého Víta jako vlastník zájem na stavbě sídla zřejmě neměla. Existují sice případy, kdy sama církev zakládala tvrze, ale vždy ve významných lokalitách, jíž Odolena Voda v té době nebyla. Samotná výstavba objektu pravděpodobně souvisí až z příchodem samotných držitelů panství do místa. V době předchozí je zmiňován poplužní dvůr, v jehož těsné blízkosti stálo sídlo neznámého vzhledu. Dvůr je zmiňován prameny po roce 1420. Před rokem 1477 zpustl, do roku 1477 však byl obnoven. Vzhledem k tomu, že písemné prameny přinášejí jen minimum přímých údajů, nelze na jejich základě doložit, zdali již ve 14. století vznikl v Odoleně Vodě jen poplužní dvůr, nebo dvůr doplněný stavbou prostého sídla – tvrze, kterou ve vsi předpokládáme vzhledem k uvedeným souvislostem.
K zásadní změně došlo po roce 1547, ves byla zkonfiskována a následně zakoupena šlechtickým rodem Sekerků ze Sedčic. Do roku 1556 byla obec ve společném držení celé rodiny, která sídlila v Lobkovicích nad Labem, tedy do doby, než se Sekerkové rozdělili o majetek. Po rozdělení majetku však Jan, kterému panství připadlo, přinucen přistoupit k výstavbě vlastního sídla a oddělená část majetku potřebovala nové správní centrum v těžišti lokality. Na základě písemných pramenů lze vyloučit, že by tvrz vznikla před rokem 1556, protože by byla uvedena ve smlouvě o rozdělení majetku. Jan Sekerka ze Sedčic pak zdědil roku 1563 zpět celé panství i s tvrzí v Lobkovicích a ke stavbě sídla v Odoleně Vodě tedy pravděpodobně po tomto roce nedošlo. Tvrz byla tedy vystavena mezi lety 1556 a 1563.
Nejprve vzniklo severní a západní křídlo. Tvrz je vystavena v severovýchodním rohu návsi na mírném svahu klesajícím směrem od náměstí. Poplužní dvůr se nalézal jižně, na místě zachyceném v josefském vojenském mapováním z let 1764-1767 i v mapě stabilního katastru z roku 1842, do dnešní doby se z něj nedochovalo nic . Východně od budov tvrze a dvora se rozkládalo další příslušenství statku, k němuž patřila rovněž zahrada se dvěma štěpnicemi, zmíněnými mladšími popisy.
Severní křídlo tvrze mělo v přízemí dvě místnosti, z nichž jedna, dodatečně rozdělená, si zčásti dochovala renesanční klenbu. Zazděný široký oblouk ve východní části větší z obou místností, ukazuje na její hospodářské využití, pravděpodobně k ustájení koní.
Západní křídlo bylo plochostropé nebo klenby byly při později strženy. Skládalo se ze tří místností. Vstup do patra byl pravděpodobně veden vnitřním schodištěm, umístěným v nejvýchodnější místnosti severního křídla, je ale možná i existence venkovního pavlačového schodiště.
V patře pak byly veškeré původní konstrukce později přestavěny a lze předpokládat pouze jejich fragmenty v obvodových zdech.
Tvrz nebyla podsklepena, dnešní sklípek pochází pravděpodobně z barokní úpravy a dle popisu pamětníků zde byla chodba do studny, umístěné severně od objektu. Dle popisu z roku 1680 byly veškeré sklepy umístěny mimo objekt a to v jižním křídle poplužního dvora.

### Renesanční úpravy
Do druhé stavební etapy, pravděpodobně okolo roku 1600, lze datovat výstavbu arkád. Obě křídla jimi byla opatřena do dvorního prostoru. Tvořili je tři a čtyři pole oblouků na pilířích čtvercového průřezu. Chodba vedoucí podél západního křídla je zaklenuta valenou klenbou se styčnými lunetami, při zaklenutí chodby v arkádě severního křídla byla snad použita stejná klenba, později nahrazená plackami. Arkáda byla opatřena zděnými balustrádami, později zazděnými.
Písemné prameny potvrzují, že Sekerkové ze Sedčic vlastnili tvrz od jejího vzniku až do bitvy na Bílé Hoře aniž by byly zaznamenány požáry či jiné pohromy.
Roku 1620 došlo k vydrancování tvrze polskou jízdou, ale nelze předpokládat závažné poškození, protože Sekerkové objekt nadále obývali. V konfiskačních zápisech po stavovském povstání nejsou zmínky o žádném poškození, které by tu pravděpodobně bylo uvedeno z důvodů nacenění. Během držení statků lobkovickým rodem objekt ztrácí svou původní funkci a je užíván jako správní budova. Pravděpodobně nebyl vůbec udržován a zpustl, poněvadž roku 1680 je v jezuitském urbáři jeho stav uváděn jako velmi špatný. Dá se předpokládat zřícení některých částí střech a stropů v prvním patře. Během druhé poloviny 17. století byla tvrz opravena, o stavebních úpravách se nedochovala žádná dokumentace.

### Barokní přestavba na zámek
Z josefského vojenského mapování z let 1764-1767 plyne, že tvrz byla ještě dvoukřídlá. Vzhledem k faktu, že jednotlivé mapové listy byly kresleny postupně od Prahy dále, je pravděpodobné, že zachycený stav bude někdy okolo roku 1764. Někdy po tomto roce je tvrz přestavěna na trojkřídlý barokní zámek, tak jak je zachycen v katastrální mapě z roku 1842. Zajímavý je údaj o zřízení funkce kaplana v Odoleně Vodě roku 1768, který by mohl souviset s vybudováním arkýřové kaple v novém křídle zámku.
Renesanční budova, která byla již několikrát upravována, byla důkladně adaptována. Nejvýrazněji se práce dotkly patra, kde byly se renesanční konstrukce zachovaly pouze v obvodových zdech. Do patra bylo zřízeno strmé schodiště v nejvýchodnější místnosti severního křídla, v místě původního schodiště. Dnes se zněj zachoval část šikmé klenby. Velmi masivní středový pilíř je pravděpodobně pozůstatek renesančního vřetenového schodiště. Ústilo do krátké příčné chodby, vedle které byly dva prevéty v nikách o rozměrech 85×120 cm. Arkády byly zazděny tenkou zdí, stejně jako balustrády, strop opatřen štukovými vystouplými zrcadly a volutovými konzolami mezi polemi. Dále došlo k přerozdělení dispozic dle nové funkční náplně.
Nejpodstatnější pak byla výstavba nového jižního křídla. Hlavní vstup, do nedávna osazen kamenným portálem, je z jihu a ústí do velkého vstupního prostoru, dnes přerozděleného vestavbami. Na něj navazovala chodba přízemí se zazděnými arkádami a vpravo pak nové schodiště. Toto schodiště bylo během dalších úprav nově přezděno, jak dokazuje zazděný otvor u paty schodiště, zazděné okno, přezděné dveře do sálu v patře a šikmý zazděný trám asi půl metru pod patou klenby. Nelogický je i nynější výškový rozdíl hlavní podesty a sálu. Dá se předpokládat, že původní schodiště začínalo blíže u vchodu( jak dokumentuje část šikmé římsy vedle vstupního portálu), bylo strmější a jinak lomené. Dá se předpokládat existence mezipodesty, ze které se vstupovalo rovnou do předsálí v patře. K tomuto řešení pak odkazují i zachovaná vnitřní štuková výzdoba předsálí.
Čtyři místnosti v přízemí jižního křídla měly zřejmě hospodářský charakter. Byly zaklenuty valenými klenbami s pětibokými styčnými lunetami. Velká místnost v západní části při levé straně vstupní prostory, byla pravděpodobně zaklenuta shodně, ovšem při mladších úpravách došlo ke stržení klenby a jejímu nahrazení současným rovným stropem.
Východní část patra vyplňoval velký sál, později zcela znehodnocený mladšími příčkami. Jeho čtyři okna však mají dosud ve špaletách zbytky štukatérské výzdoby. Stejně vypraven byl rovněž oblouk, kterým se vstupovalo do arkýře kaple, podpíraného dvěma přízedními zaoblenými pilířky a středním krakorcem, později nahrazeným dalším masivním pilířem. Zbylé místnosti patra nového křídla byly později upraveny, takže z jejich starší výzdoby se nedochovalo nic.
Velký problém dosud tvoří přesná datace přestavby tvrze v zámek. Určitým vodítkem pro ni snad mohou být zprávy o funkci kaple a kaplana v Odoleně Vodě. Víme, že při odolenavodském kostele svatého Klimenta kaplan ustanoven nebyl, resp. žádné takové zprávy dosud nebyly nalezeny. Při přestavbě tvrze byla v nově vybudovaném třetím křídle zřízena kaple, k níž byl pochopitelně ustanoven rovněž kaplan. Funkce kaplana je uváděna v odolenavodských zápisech zcela nepravidelně již od čtyřicátých a padesátých let osmnáctého století; můžeme proto předpokládat, že již před výstavbou nového křídla s kaplí byla některá prostora starší stavby upravena k této funkci. To ostatně bylo velmi pravděpodobné i bez písemných zmínek, uvědomíme-li si, že statek se sídlem při náležel jezuitskému řádu a to mohlo sloužit jako místo občasného pobytu řádových bratří.
Po výstavbě nového křídla s arkýřovou kaplí a po celkové rekonstrukci budovy byla zřejmě obnovena rovněž kaplanská funkce. Jelikož pak pravidelné záznamy o kaplanovi v Odoleně Vodě začínají shodou okolností právě rokem 1768, můžeme předpokládat, že tehdy byla již dokončena nová kaple, tedy rovněž nejmladší zámecké křídlo. Znovu je ovšem nutné konstatovat, že pro zcela přesnou dataci přestavby odolenavodské tvrze není prozatím v pramenech pevná opora.
Kromě přístavby třetího křídla ke starší tvrzi doznal výrazné změny rovněž bývalý poplužní dvůr. Jeho staré objekty byly vesměs strženy a postupně nahrazeny novými budovami na jižní straně s dlouhou příčnou stodolou. Jedna budova dokonce přímo navazovala na východní průčelí severního křídla zámku. Později byla přestavěna a zvýšena o patro. Proti zámku, před nádvořím sevřeným třemi křídly, zůstal na terase zachován zbytek někdejší zahrady.

### Úpravy v 19. století

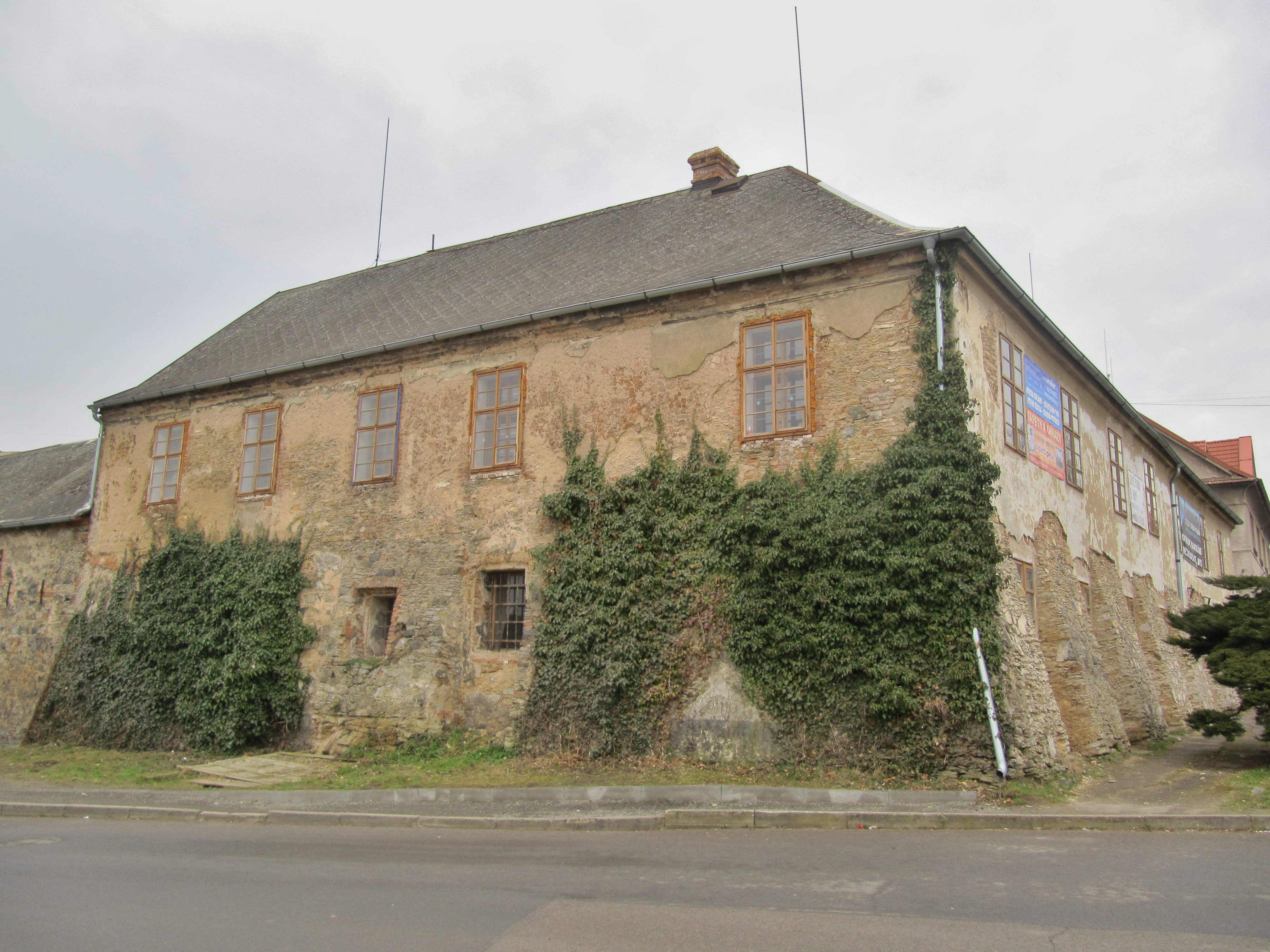
Pohled z ulice Pod Tvrzí

Zrušením jezuitského řádu přešel odolenovodský statek do rukou náboženského fondu, funkce zámku však zůstala totožná. K dalším stavebním změnám došlo až po roce 1811. Za držení statku Matyášem Friedrichem z Riesse (1828-1864) byla provedena empírová úprava, která se netýkala hmoty objektu, ale dotkla se dispozic a výzdoby. Byly nově přepaženy některé místnosti přízemí, zrušen průchod do boční chodby patra, rozdělena schodišťová hala v patře, částečně rozdělen velký sál a upraveno rovněž schodiště na půdu. Vnější fasády zámku byly rozčleněny zčásti dochovanými plochými šambránami a kordonovou římsou. V polovině 19. století byl celý objekt staticky zajištěn rozměrnými opěrnými pilíři, obklopujícími jej v rozdílných rozestupech podél celého vnějšího průčelí s výjimkou arkádového nádvoří. V rámci oprav dostal objekt rovněž novou střechu. Jedná se o hambalkový krov kombinovaný se stojatou stolicí, s výměnou krytiny pak zřejmě souvisí šikmě rozepření krokví. Pozdější stavební úpravy se podstaty zámku již nedotkly, neboť měly zjevně jen charakter jeho údržby. Znamenaly však degradaci výtvarných prvků, neboť za nich zanikly ozdobné omítky vnějších průčelí a stropy některých místností. V tomto stavu se zámecká budova dochovala až po naši dobu.

### Současnost
V současnosti objekt přešel do soukromého vlastnictví, je postupně vyklízen a bude rekonstruován. Během období, kdy se objekt nacházel ve spekulativním vlastnictví firmy Kenvelo, nebyl dostatečně zabezpečen a jeho současný stav je částečně havarijní. Došlo ke zřícení několika zrcadel, jsou zcizena skoro všechna okna i dveře. V hospodářské budově byly strženy klenby.